# Solec (gromada w powiecie gostynińskim)
Solec (do 30 XII 1959 Kozice) – dawna gromada, czyli najmniejsza jednostka podziału terytorialnego Polskiej Rzeczypospolitej Ludowej w latach 1954–1972.
Gromady, z gromadzkimi radami narodowymi (GRN) jako organami władzy najniższego stopnia na wsi, funkcjonowały od reformy reorganizującej administrację wiejską przeprowadzonej jesienią 1954 do momentu ich zniesienia z dniem 1 stycznia 1973, tym samym wypierając organizację gminną w latach 1954–1972.
Gromadę Solec siedzibą GRN w Solcu utworzono 31 grudnia 1959 w powiecie gostynińskim w woj. warszawskim w związku z przeniesieniem siedziby GRN gromady Kozice z Kozic do Solca i zmianą nazwy jednostki na gromada Solec; równocześnie do nowo utworzonej gromady Solec włączono obszary zniesionych gromad Białotarsk i Krzywie.
1 stycznia 1961 do gromady Solec przyłączono wieś Aleksandrynów z gromady Lucień w tymże powiecie.
Gromada przetrwała do końca 1972 roku, czyli do kolejnej reformy gminnej.